# Сера Педаче
Сера Педаче (итал. Serra Pedace) је насеље у Италији у округу Козенца, региону Калабрија.
Према процени из 2011. у насељу је живело 972 становника. Насеље се налази на надморској висини од 760 м.

## Становништво
Према резултатима пописа становништва 2011. у општини је живело 1.002 становника.
| 1931. | 1936. | 1951. | 1961. | 1971. | 1981. | 1991. | 2001. | 2011. |
| ----- | ----- | ----- | ----- | ----- | ----- | ----- | ----- | ----- |
| 2.048 | 2.041 | 1.890 | 1.584 | 1.247 | 1.136 | 976   | 1.045 | 1.002 |